# Pycnotropis acuticollis
Pycnotropis acuticollis är en mångfotingart som först beskrevs av Carl Graf Attems 1899.  Pycnotropis acuticollis ingår i släktet Pycnotropis och familjen Aphelidesmidae. Inga underarter finns listade i Catalogue of Life.